# Eranina porongaba
Eranina porongaba är en skalbaggsart som först beskrevs av Maria Helena M. Galileo och Martins 1998.  Eranina porongaba ingår i släktet Eranina och familjen långhorningar. Inga underarter finns listade i Catalogue of Life.